# John Bickley
Pour les articles homonymes, voir Bickley.
John Joseph Bickley, né en 1953 à Manchester, est un homme d'affaires britannique, et homme politique eurosceptique.
Membre du UKIP, il est candidat dans l'élection partielle de 2015 pour député de la circonscription d'Oldham West & Royton dans le Grand Manchester.